# Energielandschaft Morbach
Die Energielandschaft Morbach ist ein Energiepark auf einem ehemaligen Militärgelände nördlich von Morbach in Rheinland-Pfalz, in dem Windenergie, Solarenergie und Biomasse für die Erzeugung von elektrischer Energie und teilweise Wärmeenergie sich einander ergänzend genutzt werden.

## Geschichte
Zwischen 1955 und 1995 war das Munitionsdepot Wenigerath mit einer Fläche von 145 ha und einer gelagerten Munitionsmenge von etwa 35.000 Tonnen das größte Munitionslager der US Air Force in Europa. Nach Beendigung der militärischen Nutzung war die Konversionsfläche als Modellprojekt zunächst für eine touristische Nutzung vorgesehen. Da sich hierfür jedoch kein Investor finden ließ, wurde der Standort 2001 zum Energiepark umgeplant.

## Anlagenteile

### Windpark
Der Windpark hatte ursprünglich eine Gesamtnennleistung von 28 MW. Er bestand aus vierzehn Windkraftanlagen vom Typ Vestas V80-2MW mit 100 m Nabenhöhe, 80 m Rotordurchmesser und 2 MW Leistung pro Anlage. Pro Jahr wurden zwischen 40 und 45 GWh Energie produziert, was einer durchschnittlichen Leistung von 5,1 MW und dem Verbrauch von ca. 13.000 Durchschnittshaushalten entspricht. Betrieben wurden die Anlagen von der Firma Juwi, eine Anlage war eine Bürgerwindkraftanlage. Für das Jahr 2008 war die Errichtung einer fünfzehnten Anlage des Typs Fuhrländer FL 2500 mit einer Nennleistung von 2,5 MW auf einem 160 m hohen Gittermast vorgesehen, wurde allerdings aufgrund von Unstimmigkeiten zwischen der Herstellerfirma und dem Betreiber nicht gebaut.
Ab Sommer 2018 sind die 14 Bestandsanlagen abgebaut und im Wege eine Repowerings durch sieben neue Anlagen des Typs Enercon E-141 EP4 mit einer Gesamtnennleistung von 29,4 MW und einer Nabenhöhe von 159 m ersetzt worden. Die jährliche Ertragserwartung liegt bei 66,7 Mio. Kilowattstunden. Im Gegensatz zum abgebauten Windpark werden alle sieben Anlagen als zwei Bürgerwindparks betrieben. Das Projekt wurde maßgeblich durch das Unternehmen Wust - Wind & Sonne aus Markt Erlbach initiiert. Mit der Realisierung wurde Wiwi Consult aus Mainz beauftragt. Die Übergabe an den Betreiber erfolgte nach Fertigstellung im April 2020. Zuständiger Netzbetreiber für die Netzanbindung auf Mittelspannungsebene ist Westnetz.

### Solarpark
Die Photovoltaikanlage hat im Modell Wattpeak eine rechnerische Spitzenleistung von 4,5 MW und umfasst eine Modulfläche von 45.000 m².  Die Anlage ging 2002 mit einer Nennleistung von zunächst rund 500 kW in Betrieb und wurde in den Jahren 2008, 2011, 2015 und 2018 erweitert.

### Biogasanlage
Die Biogasanlage hat eine elektrische Nennleistung von 500 kW und eine thermische Leistung von 700 kW. Die Abwärme wird vollständig zur Holztrocknung in einer 2007 errichteten Holzpelletproduktionsanlage genutzt. Pro Jahr werden etwa 3,8 GWh elektrische und 5 GWh thermische Energie produziert. Gewonnen wird das Biogas für den Betrieb der Biogasanlage aus etwa 5.000 Tonnen Gülle sowie 10.000 Tonnen Silage aus Mais, Gras und Getreide.

### EE-Gas-Anlage
Im März 2011 war für einige Wochen in der Energielandschaft Morbach zusätzlich eine Methanisierungs-Anlage in Betrieb, in der unter realen Bedingungen erprobt wurde, wie überschüssige elektrische Energie, bei hoher Einspeisung von Wind- und Solarstrom, als Methangas gespeichert werden kann. In dieser Versuchsanlage, die gemeinsam von EtoGas und dem ZSW gebaut wurde und über eine elektrische Leistung von 25 kW verfügt, wird zunächst mit Hilfe der Elektrolyse Wasser in seine Bestandteile Wasserstoff und Sauerstoff zerlegt. Anschließend wird der Wasserstoff mit Kohlendioxid, das aus einer Biogasanlage oder der Luft stammt, zu Methan umgesetzt und in das bestehende Erdgasnetz geleitet werden kann.

## Sonstiges
Innerhalb des Energieparks Morbach sind auch Flächen für ein Gewerbegebiet vorhanden. So produziert ein Holzpelletwerk seit 2007 diesen CO2-neutralen Brennstoff. Die notwendige Trocknungswärme stammt von der Biogasanlage (s. o.); die Rohstoffe sind Sägerestholz aus den regionalen Sägewerken. Auch eine Blockhaus-Firma produziert hier beeindruckende Hauser aus dem nachwachsenden Rohstoff Holz aus nachhaltigem Anbau. Weiterhin ist der gemeindliche Forstbetrieb hier angesiedelt. Angestrebt wird die weitere Ansiedlung solcher Betriebe, die beispielsweise die bei den Biomasseanlagen anfallende Abwärme nutzen und im Gegenzug energetisch nutzbare organische Abfälle erzeugen. Die Energielandschaft Morbach ist auch in den Tourismus in der Region integriert. Neben regelmäßigen Führungen und einer Darstellung der erneuerbaren Energien steht für die Besucher seit 2012 auch ein Informationszentrum zur Verfügung.